# Chen Xin Yi Hunyuan Taijiquan
El Chen Xin Yi Hunyuan Taijiquan (chino simplificado: 陈式混元太极拳， chino tradicional: 陳式混元太極拳, pinyin: Chénshì húnyuán tàijíquán) es una rama del estilo Chen de taijiquan sintetizada por el maestro Feng Zhiqiang a partir de las enseñanzas de sus maestros Chen Fake, heredero directo del estilo Chen, y Hu Yaozhen, maestro taoísta y médico de gran prestigio.
El maestro Hu Yaozhen fue un gran conocedor de la alquimia interna, la medicina tradicional china, el qigong y el Xin Yi Quan. Transmitió a su discípulo Feng Zhiqiang todo su conocimiento, en especial el Xin Yi Quan -boxeo de la mente y el corazón- y el Hun Yuan Qigong. De ahí nace la denominación Chen Xin Yi Hunyuan Taijiquan que hereda todo el conocimiento y las prácticas del estilo Chen sumándole el conocimiento de la alquimia interna y el Hun Yuan Qigong.
Este estilo se caracteriza por los círculos grandes y amplios, haciendo hincapié en la relajación, evitando las explosiones de energía características de otras ramas del estilo Chen. El conocimiento de los procesos internos y el cultivo del qi son las bases de la práctica. Sin embargo no pierde su aspecto marcial y hereda del viejo estilo su gran efectividad en combate.
En España el estilo fue introducido por el maestro Pedro Valencia, primer occidental nombrado descendiente del linaje Chen (20º generación) y del Chen Xin Yi Hunyuan Taijiquan - a menudo abreviado simplemente como Chen Hun Yuan -, del que es 3ª generación.